# 세리에 A (야구)
세리에 A(Serie A 세리에 아[*])는 이탈리아의 최상위 야구 리그이며, 1948년에 창설됐다. 원래 '이탈리안 베이스볼 리그'라고 불리다가 2021년부터 '세리에 A'라고 부르고 있다.

## 역사
이탈리아의 야구는 1919년 미국에 거주 중인 젊은 이탈리아 인 맥스 오토가 토리노를 방문했을 때 들어온 것으로 전해지고 있다. 1920년 로마에서 대학교수인 그라지아니와 함께 2팀을 만들어 경기를 실시 했으며 1931년 야구를 배우고자하는 학생들을 미국에 보내는 등 여러 활동을 벌였지만 2차 세계대전이 발발해 종전이 될때까지 이탈리아에서의 야구활동은 전면 중단된다.
종전 후 이탈리아로 돌아온 오토는 1948년 3월 12일, 밀라노에서 이탈리아 최초의 야구 리그인 세리에A1을 창설 했으며 1949년에는 이탈리아 야구 · 소프트볼 연맹 (FIBS)이 결성되었다. 그것을 계기로 이탈리아는 스페인을 상대로 첫 국제 경기를 진행했으며 1953년에는 이웃 나라에 협의해 유럽 야구 연맹을 설립한다. 이러한 흐름을 봐도, 이탈리아는 유럽 야구의 리더라고 할 수 있다. 2007년은 IBL(Italian Baseball League)로 새롭게 발족하였으나 2018년 시즌부터 예전 방식인 세리에A1(Serie A1)으로 다시 바뀌었다.
매년 42경기를 진행하며 4월부터 시작하여 9월에 끝난다. 8개 팀이 4개씩 2개의 리그로 나뉘어서 진행해 각 리그에서 1,2위를 차지한 4팀이 맞붙어 1,2위를 한 두 팀이 이탈리아 시리즈를 진출한다. Caffe Danesi Nettuno가 17번째 우승을 차지해 최다 우승팀이다. 
하지만 2019년 세리에A1에 한팀이 줄어 7개팀이 되고 이후 코로나19 범유행 등으로 리그 전체적으로 각 레벨별 팀 수가 줄어들어 2부리그 등 하위 리그들을 모두 세리에A로 통합해 버렸다. 2021년 시즌부터 30여개의 팀이 조별로 나뉘어 리그를 진행하고 상위팀들이 다시 조별리그 후 토너먼트를 진행해서 우승팀을 가리게 되었다. 하부리그로 세리에B,C가 존재한다.

## 2019 Series A1 참여팀
| 팀                         | 연고지                            | 창단일 |
| -------------------------- | --------------------------------- | ------ |
| 네튜노 베이스볼 클럽       | 네튜노 로마                       | 1948년 |
| 파르마 베이스볼            | 파르마 에밀리아로마냐주           | 1949년 |
| 고도 베이스볼              | 라벤나 에밀리아로마냐주           | 1967년 |
| 레인저스 레디푸글리아      | 고리치아 프리울리베네치아줄리아주 | 1971년 |
| 산마리노 베이스볼 클럽     | 산마리노                          | 1985년 |
| 아우토비아 카스테나소      | 볼로냐 에밀리아로마냐주           | -      |
| 포르티투도 베이스볼 볼로냐 | 볼로냐 에밀리아로마냐주           | 1953년 |

## 역대 우승팀
- 1997: Cariparma Parma
- 1998: Caffe Danesi Nettuno
- 1999: Semenzato Rimini
- 2000: Semenzato Rimini
- 2001: Caffe Danesi Nettuno
- 2002: Semenzato Rimini
- 2003: Italeri Bologna
- 2004: Prink Grosseto
- 2005: Italeri Bologna
- 2006: Telemarket Rimini
- 2007: Montepaschi Grosseto
- 2008: T&A San Marino
- 2009: UGF Banca Bologna
- 2010: Cariparma
- 2011: T&A San Marino
- 2012: T&A San Marino
- 2013: T&A San Marino
- 2014: UGF Fortitudo Bologna
- 2015: ASD Rimini
- 2016: Unipol Bologna
- 2017: Rimini Baseball Club
- 2018: Unipol Bologna
- 2019: Unipol Bologna
- 2020: Unipol Bologna
- 2021: San Marino Baseball
- 2022: San Marino Baseball
- 2023: Fortitudo Baseball Bologna

## 같이 보기
- 세리에 A (축구)
- 유럽 야구 연맹
- 이탈리아 야구 국가대표팀